# John Greer Dill
Sir John Greer Dill, britanski feldmaršal, * 25. december 1881, † 4. november 1944.